# Innovationspartnerschaft
Die Innovationspartnerschaft ist im europäischen Vergaberecht eine besondere Form des Vergabeverfahrens. Es handelt sich um ein Beschaffungsverfahren mit dem Ziel der Entwicklung eines innovativen Produkts oder einer innovativen Leistung und dem anschließenden Erwerb der daraus hervorgehenden Leistungen. In Deutschland ist die Innovationspartnerschaft in §19 der Vergabeverordnung und in §18 der Sektorenverordnung geregelt.
Merkmal des Verfahrens ist eine jeweilige Zweistufigkeit von Vergabeverfahren und des anschließenden Vertragsmodells. Das heißt, das Vergabeverfahren setzt sich aus einem Teilnahmewettbewerb und einer Verhandlungsphase zusammen, während der Ablauf nach der Zuschlagserteilung ebenfalls in zwei aufeinanderfolgende Phasen strukturiert ist.
1. die „Forschungs- und Entwicklungsphase“, welche die Herstellung von Prototypen oder die Entwicklung der Dienstleistung umfasst, sowie
2. die „Leistungsphase“; in dieser Phase wird die aus der Partnerschaft hervorgegangene Leistung erbracht.[2]